# Baaora nigritergita
Baaora nigritergita är en insektsart som beskrevs av Huang och Zhang 2006. Baaora nigritergita ingår i släktet Baaora och familjen dvärgstritar. Inga underarter finns listade i Catalogue of Life.